# Gare de Boufarik
La gare de Boufarik est une gare ferroviaire algérienne située sur le territoire de la commune de Boufarik, dans la wilaya de Blida.

## Situation ferroviaire
La gare est située sur la ligne d'Alger à Oran, entre les gares de Birtouta et de Beni Mered.

## Service des voyageurs

### Desserte
La gare de Boufarik est desservie par les trains :
- de la liaison régionale Alger - Chlef[1] ;
- du réseau ferré de la banlieue d'Alger assurant la liaison Alger - El Affroun[2].